# Gordon Touche
Gordon Cosmo Touche, 1er baronnet (8 juillet 1895 - 19 mai 1972) est un avocat et homme politique britannique qui est député conservateur pendant plus de 30 ans et vice-président de la Chambre des communes.

## Jeunesse
Il est le fils de George Touche, qui fonde un cabinet de comptables et est lui-même engagé en politique en tant qu'échevin de la ville de Londres et député d'Islington North de 1910 à 1918. Il fait ses études au Marlborough College et continue ensuite au University College d'Oxford. C'est à Oxford qu'il s'intéresse pour la première fois à la politique.
Resté à Oxford jusqu'à ce qu'il ait obtenu son diplôme, Touche est nommé dans le Army Service Corps en 1915. Il combat à Gallipoli, en Palestine et en Égypte. À un moment donné, son navire de transport est coulé dans la mer Égée. Il atteint le grade de lieutenant. À la fin de la guerre, Touche entre en 1923 à l'Inner Temple. Il rejoint le Circuit Sud-Est où il se spécialise dans les affaires commerciales. S'impliquant également dans les affaires, il est administrateur de la British Automatic Company en 1928. Il est un homme très «clubbable» qui est en vue dans la société londonienne. Il siège au comité exécutif du United Club pendant de nombreuses années et en est  président en 1938.

## Carrière parlementaire
En 1928, Touche est choisi comme candidat conservateur pour l'élection partielle à Ashton-under-Lyne. Il s'agit d'une campagne très médiatisée causée par la faillite du député conservateur en exercice dans une circonscription marginale. Touche souligne son soutien à la «sauvegarde» des industries vulnérables avec des droits de douane protecteurs sur les importations étrangères. Cependant, il perd le siège au profit du candidat travailliste. La nouvelle est annoncée aux habitants d'Ashton-under-Lyne par le maire tirant des fusées jaunes depuis la mairie (le jaune étant la couleur du parti travailliste à Ashton).
Aux élections générales de 1929, Touche est choisi pour Islington North, la circonscription que son père avait représentée en tant que libéral. Cependant, il est encore battu par le candidat travailliste.
Touche a plus de chance aux élections générales de 1931 lorsqu'il est choisi pour Reigate dans le Surrey où il est élu avec une majorité de près de 27 000 voix. Au Parlement, il aborde des questions techniques de droit fiscal qu'il a traitées dans son travail professionnel.
Sur les affaires étrangères et les questions de défense, Touche s'oppose à la réforme du gouvernement en Inde (sa femme est la fille d'un administrateur colonial indien). En 1937, il se joint à d'autres, dont l'amiral Roger John Brownlow Keyes et Brendan Bracken pour demander le rejet du projet de loi de finances en raison de sa proposition de "contribution à la défense nationale", une taxe distincte sur les entreprises les plus rentables pour payer le réarmement. Il soutient Neville Chamberlain dans le Débat sur la Norvège de 1940.
Pendant la guerre, Touche est membre de la garde intérieure du palais de Westminster. Alors que la guerre approche de sa fin, Touche est un sponsor du «Fighting Fund for Freedom» qui fait campagne pour un contrôle minimum de l'État et une liberté personnelle maximale. Il vote contre le prêt américain en décembre 1945 et s'oppose à la création de la nouvelle ville de Crawley et de l'Aéroport de Londres-Gatwick dans le sud de sa circonscription. Après des changements de limites en 1950, il se présente dans la circonscription de Dorking.

## Vice-président de la Chambre
À partir de 1945, Touche est président du comité de sélection chargé de choisir les membres pour d'autres services du comité. En tant que membre chevronné, il est souvent délégué à la présidence des comités permanents sur les projets de loi. Il est fait chevalier en 1952 et, en novembre 1956, est nommé vice-président des voies et moyens (deuxième vice-président). Cela le sort de la mêlée politique normale du parti car le vice-président ne parle pas, bien qu'en décembre 1958, il ait été impliqué dans une dispute sur un débat de défense. Après un obstruction des conservateurs, Touche passe Aneurin Bevan et appelle Christopher Soames pour clore le débat, mais Bevan insiste également pour parler. Touche insiste sur le fait qu'il n'a pas le choix, tandis que Bevan et le leader travailliste Hugh Gaitskell s'y opposent. Finalement, le Président prend la présidence et approuve les actions de son adjoint.
Envisagé pour la présidence en 1959, Touche perd face à Harry Hylton-Foster mais est promu président de Ways and Means. Il est nommé membre du Conseil privé en 1959. Il y a eu un autre problème à la Chambre des communes en février 1961 lorsque Touche est vu en train d'avoir une conversation privée avec Martin Redmayne, le whip en chef du gouvernement. Les députés de l'opposition exigent de savoir ce qui a été dit et insistent pour que le Président soit appelé. Touche accepte une motion d'ajournement de la Chambre proposée par un whip du gouvernement et la Chambre est ajournée, mais le lendemain, une motion de censure est déposée. En débattant de la motion, John Diamond déclare que le gouvernement a commis une "erreur en nommant un homme dont les capacités ne sont pas adaptées aux dimensions de la tâche".
Touche aurait envisagé de démissionner, mais est exhorté à rester par les conservateurs et décide de s'y tenir. Cependant, les députés travaillistes déplorent sa présence à la présidence et ont applaudi chaque fois qu'il était remplacé par un autre député. En octobre 1961, il annonce qu'il se retirerait aux prochaines élections. Lorsque, en décembre 1961, Touche annonce par erreur une victoire de l'opposition dans un vote de la Chambre des communes, une longue succession de rappels au Règlement l'oblige à ajourner la Chambre pour « grave désordre ». Le Président a de nouveau soutenu son adjoint.
Dans la nouvelle année de 1962, Touche démissionne de son poste de vice-président et est remplacé par Sir William Anstruther-Gray. Revenant à l'arrière-ban, Touche s'oppose à la demande du gouvernement Macmillan d'adhérer à la Communauté économique européenne. Il reçoit le titre de baronnet dans les honneurs d'anniversaire de 1962.